# トヨペットナイスミドル応援団
『トヨペット ナイスミドル応援団』（トヨペット ナイスミドルおうえんだん）は、2009年4月4日から2011年3月26日までNRN系列ほかで放送されていたニッポン放送製作のラジオ番組。ニッポン放送が主催し、トヨペット店が協賛する音楽イベント『全国ナイスミドル音楽祭』の関連番組である。
2011年3月11日午後に発生した東日本大震災の影響により、翌日12日に放送が予定されていた回はニッポン放送では休止となった。また、この日をもって番組タイトルからトヨペットの文字が外され、番組終了までスポンサー無しの状態となった。番組中に流れるCMも、ACジャパンの公共CMに差し替えられた。

## ネット局
| 放送対象地域   | 放送局       | 系列         | 放送日時                                                         | 備考                                                                                            |
| -------------- | ------------ | ------------ | ---------------------------------------------------------------- | ----------------------------------------------------------------------------------------------- |
| 関東広域圏     | ニッポン放送 | NRN系列      | 土曜 13:42 - （『小倉智昭のラジオサーキット』内）                | 製作局                                                                                          |
| 北海道         | STVラジオ    | NRN系列      | 土曜 17:15 -                                                     |                                                                                                 |
| 青森県         | 青森放送     | NRN・JRN系列 | 土曜 11:05 - （『サタデー夢ラジオ』内）                          |                                                                                                 |
| 岩手県         | IBC岩手放送  | NRN・JRN系列 | 土曜 16:05 -                                                     |                                                                                                 |
| 宮城県         | 東北放送     | NRN・JRN系列 | 土曜 08:00 - （『ラジオマガジンEARLY BIRD』内）                  |                                                                                                 |
| 秋田県         | 秋田放送     | NRN・JRN系列 | 土曜 11:35 -                                                     |                                                                                                 |
| 山形県         | 山形放送     | NRN・JRN系列 | 土曜 09:47 - （『安藤勲の土曜は最高MAX!』内）                    |                                                                                                 |
| 福島県         | ラジオ福島   | NRN・JRN系列 | 土曜 16:45 - （『夕焼けストリート』内）                          |                                                                                                 |
| 茨城県         | 茨城放送     | NRN系列      | 土曜 09:02 - （『サタスタ9』内）                                 |                                                                                                 |
| 栃木県         | 栃木放送     | NRN系列      | 土曜 11:30 - （『どんどん土曜日』内）                            |                                                                                                 |
| 新潟県         | 新潟放送     | NRN・JRN系列 | 土曜 13:40 -                                                     |                                                                                                 |
| 富山県         | 北日本放送   | NRN・JRN系列 | 土曜 17:30 -                                                     |                                                                                                 |
| 石川県         | 北陸放送     | NRN・JRN系列 | 土曜 15:45 -                                                     |                                                                                                 |
| 福井県         | 福井放送     | NRN・JRN系列 | 土曜 07:00 -                                                     |                                                                                                 |
| 山梨県         | 山梨放送     | NRN・JRN系列 | 土曜 09:40 -                                                     |                                                                                                 |
| 長野県         | 信越放送     | NRN・JRN系列 | 土曜 08:20 -                                                     |                                                                                                 |
| 岐阜県         | 岐阜放送     | 独立局       | 土曜 09:45 - （『ラジオ土曜便』内）                              |                                                                                                 |
| 静岡県         | 静岡放送     | NRN・JRN系列 | 土曜 09:25 - （『山田辰美の土曜はごきげん』内）                  |                                                                                                 |
| 中京広域圏     | 東海ラジオ   | NRN系列      | 土曜 13:30 - （『兵藤ゆきのハッピーにゆきね〜!』内）             |                                                                                                 |
| 京都府         | KBS京都      | NRN系列      | 土曜 10:05 - （『桂都丸のサークルタウン』内）                    |                                                                                                 |
| 近畿広域圏     | 朝日放送     | NRN・JRN系列 | 土曜 17:05 - （『芦沢誠のGO!GO!サタデー』内）                    | プロ野球デーゲーム中継『ABCフレッシュアップベースボール』の延長時には試合終了後に放送していた。 |
| 兵庫県         | ラジオ関西   | 独立局       | 土曜 09:50 -                                                     |                                                                                                 |
| 和歌山県       | 和歌山放送   | NRN・JRN系列 | 土曜 09:50 - （『つれもてサタデー』内）                          |                                                                                                 |
| 鳥取県・島根県 | 山陰放送     | NRN・JRN系列 | 土曜 10:50 -                                                     |                                                                                                 |
| 岡山県         | 山陽放送     | NRN・JRN系列 | 土曜 17:00 -                                                     |                                                                                                 |
| 広島県         | 中国放送     | NRN・JRN系列 | 土曜 08:00 - （『一文字弥太郎の週末ナチュラリスト 朝ナマ!』内）  |                                                                                                 |
| 山口県         | 山口放送     | NRN・JRN系列 | 土曜 10:32 - （『土曜いい朝おはようワイド』内）                  |                                                                                                 |
| 徳島県         | 四国放送     | NRN・JRN系列 | 土曜 11:40 - 11:48                                               |                                                                                                 |
| 香川県         | 西日本放送   | NRN・JRN系列 | 土曜 12:45 - （『波のりラジオWeek End Fever』内）                |                                                                                                 |
| 愛媛県         | 南海放送     | NRN・JRN系列 | 土曜 10:20 - （『木藤たかおのラヂオ本町!一丁目一番地!』内）      |                                                                                                 |
| 高知県         | 高知放送     | NRN・JRN系列 | 土曜 10:00 - （『おはこん!』内）                                 |                                                                                                 |
| 福岡県         | 九州朝日放送 | NRN系列      | 土曜 10:20 - （『土曜の朝は玲子におまかせ』内）                  |                                                                                                 |
| 長崎県         | 長崎放送     | NRN・JRN系列 | 土曜 11:30 -                                                     |                                                                                                 |
| 熊本県         | 熊本放送     | NRN・JRN系列 | 土曜 12:33 - （『土曜だ!!江越だ!?』内）                          |                                                                                                 |
| 大分県         | 大分放送     | NRN・JRN系列 | 土曜 10:45 -                                                     |                                                                                                 |
| 宮崎県         | 宮崎放送     | NRN・JRN系列 | 土曜 11:20 -                                                     |                                                                                                 |
| 鹿児島県       | 南日本放送   | NRN・JRN系列 | 土曜 10:10 -                                                     |                                                                                                 |
| 沖縄県         | ラジオ沖縄   | NRN系列      | 土曜 10:25 - （『ハルサーミュージシャン アイモコの音楽農園』内） |                                                                                                 |